# (100143) 1993 TD11
(100143) 1993 TD11 es un asteroide perteneciente al cinturón de asteroides, descubierto el 15 de octubre de 1993 por el equipo del Spacewatch desde el Observatorio Nacional de Kitt Peak, Arizona, Estados Unidos.